# Vanessa Ray
Vanessa Rae Liptak, meglio conosciuta come Vanessa Ray (Livermore, 24 giugno 1981), è un'attrice e cantante statunitense.
È conosciuta per aver interpretato i ruoli di CeCe Drake (Charlotte DiLaurentis) nella serie TV Pretty Little Liars e di Eddie in Blue Bloods.

## Biografia

### Infanzia e adolescenza
Nata a Livermore, in California, e cresciuta a Washington, Vanessa è figlia di James e Valerie Liptak, entrambi attori di teatro. Suo padre è un musicista e ha spesso prodotto musica per i teatri locali di Vancouver.

### Carriera
Tra il 2009 e il 2010 è nel cast della soap opera americana Così gira il mondo.
Tra il 2011 e il 2012 compare in 8 episodi della serie Suits.
Tra il 2012 e il 2016 compare in Pretty Little Liars. Appare per la prima volta nell'episodio 3x07. Compare in totale in 17 episodi della serie.
Dal 2013 compare inoltre nella serie Blue Bloods, nel ruolo di Eddie. Il suo personaggio passa da ricorrente nella quarta stagione a regolare a partire dalla quinta stagione.

### Vita privata
Vive e lavora tra New York e Los Angeles. Nel 2003 si è sposata con Derek James Baynham. I due hanno divorziato nel 2007. Nel marzo 2015 annuncia il suo fidanzamento con il musicista Landon Beard. Il 14 giugno successivo, Vanessa e Landon si sono sposati.

## Filmografia

### Cinema
- Finding Chance, regia di John Nasteff e Priscilla Murray (2008)
- Nice Guy Johnny, regia di Edward Burns (2010)
- Not Waving But Drowning, regia di Devyn Waitt (2012)
- Frances Ha, regia di Noah Baumbach (2012)
- The Last Day of August, regia di Craig DiFolco (2012)
- Mutual Friends, regia di Matthew Watts (2013)
- Wisdom Teeth, regia di James Benson e Bernardo Britto (2013)
- La stirpe del male (Devil's Due), regia di Matt Bettinelli-Olpin e Tyler Gillett (2014)
- Are You Joking?, regia di Jake Wilson (2014)
- All in Time, regia di Marina Donahue e Chris Fetchko (2015)
- The Rumperbutts, regia di Marc Brener (2015)
- Serialized - Omicidi in serie (Serialized), regia di Michel Poulette – film TV (2016)

### Television
- The Battery's Down – serie TV, episodi 1x07-1x09-2x07 (2008-2009)

- Bored to Death - Investigatore per noia (Bored to Death) – serie TV, episodio 1x03 (2009)
- Così gira il mondo (As the World Turns) – serial TV, 50 episodi (2009-2010)
- Damages – serie TV, 7 episodi (2010)
- White Collar – serie TV, episodio 2x12 (2011)
- Nurse Jackie - Terapia d'urto (Nurse Jackie) – serie TV, episodio 3x09 (2011)
- Suits – serie TV, 8 episodi (2011-2012)
- Girls – serie TV, episodio 1x06 (2012)
- Pretty Little Liars – serie TV, 19 episodi (2012-2017)
- Pretty Dirty Secrets – webserie, episodio 1x02 (2012)
- The Right Not to Know – miniserie TV, 1 episodio (2012)
- The Mentalist – serie TV, episodio 5x15 (2013)
- Blue Bloods – serie TV, 118 episodi (2013-2024)

## Premi e riconoscimenti
- 2015 - Teen Choice Awardss
  - Miglior cattivo televisivo (Pretty Little Liars)

## Doppiatrici italiane
Nelle versioni in italiano delle opere in cui ha recitato, Vanessa Ray è stata doppiata da:
- Alessia Amendola in Suits, Pretty Little Liars
- Gemma Donati in White Collar
- Ilaria Stagni in The Mentalist
- Chiara Gioncardi in Blue Bloods
- Francesca Manicone in La stirpe del male